# Living for Love
A Living for Love Madonna amerikai énekesnő tizenharmadik, Rebel Heart című stúdióalbumának egyik dala. Szerzője az énekesnő mellett Thomas Wesley Pentz amerikai lemezlovas, ismertebb nevén Diplo.

## Története
Miután egy izraeli hacker az album több demóváltozatát is kiszivárogtatta, az eredetileg 2015. valentin napjára tervezett megjelenés helyett, a dal 2014. december 20-án jelent meg az Interscope Records gondozásában, mint az album első kislemeze. A számban különböző zenei stílusok keverednek, köztük az dance és house hangzás mellett organikus billentyűs kíséret, valamint egy gospel kórus is felcsendül benne. A kritikusok pozitívan fogadták a dalt, akik dicsérték a ritmust és a dalszöveget is, összehasonlítva az énekesnő pályafutásának elején született slágereivel. Az Egyesült Államokban ez lett Madonna negyvennegyedik olyan slágere, amely megjelenését követően egyből az első helyen szerepelt a Hot Dance Club Songs listáján, ezzel tovább erősítve listavezető státuszát. A dal először az 57. Grammy-gálán volt hallható, ami pedig az est legnézettebb pillanata lett. A 2015-ös Brit Awards díjátadón fellépő Madonna az előadás elején, a dal éneklése közben a színpad középső részéről annak alsó részére esett, nagy figyelmet keltve ezzel, később azonban kiderült, hogy a rajta lévő köpeny, melyet a táncosoknak kellett lerántani róla, túl szorosra volt kötve, így idézve elő az esést, mely után az énekesnő zavartalanul folytatta a show-t. Madonna előadta a dalt a 2015-ös Brit Awards-on is február 25-én. Egy nappal később Madonna megjelent a The Jonathan Ross Show-ban, amelyet március 14-én adtak le. Madonna fekete matador ruhában adta elő a dal szerkesztett változatát. Március 2-án Madonna megjelent a francia Le Grand Journal műsorban, ahol a dal átszerkesztett változatát is előadták. 2015. március 17-én Madonna előadta a dalt a The Ellen DeGeneres Show-ban, ahol az előadás végén DeGeneres is csatlakozott hozzá. Madonna felvette a dalt a 2015–2016-os Rebel Heart Tour sorozatának harmadik részébe. A dal előadását a 2016. március 19-20-i fellépéseken a sydney-i Allphones Arénában rögzítették, és Madonna ötödik koncertalbumán, a Rebel Heart Tour-on adták ki. A The Celebration Tour során ennek a verziónak hangszeres kivonata hangzott el közjátékként. A dal zenei videója 2015. február 5-én jelent meg a Snapchat képüzenetküldő alkalmazásban.